# Pavona diminuta
Espèce
Pavona dilatata est une espèce de coraux appartenant à la famille des Agariciidae.